# Fontaine de la place François-Ier
La fontaine de la place François-Ier, appelée aussi fontaine de la place de la Madeleine, est située dans le 8e arrondissement de Paris sur la place François-Ier, près du Palais de la découverte.

## Historique

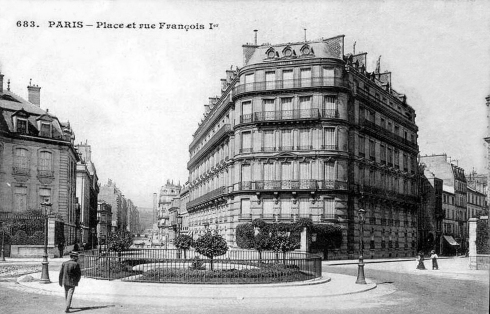
Place François-Ier avant l’installation de la fontaine.

Cette fontaine et sa jumelle ont été construites par l’architecte Gabriel Davioud et sculptées par François-Théophile Murguet en 1865 pour être installées initialement sur la place de la Madeleine.
La place de la Madeleine était ornée en 1865 par les deux fontaines jumelles, œuvres de l’architecte Gabriel Davioud et de sculpteur François-Théophile Murguet. Gênante pour la circulation, l’une des fontaines située en face du no 7 a été déplacée en 1903 au centre de la place Santiago-du-Chili dans le 7e arrondissement de Paris près des Invalides, pour être remplacée par une statue de Jules Simon sculptée par Denys Puech. L’autre fontaine, située de l’autre côté de la place a été transférée vers 1909 au centre de la place François-Ier, pour faire place à un monument à l’honneur de Victorien Sardou,.

## Description
Le bassin est large et circulaire avec un piédouche de marbre blanc soutenant la vasque. Le piédouche est constitué de quatre griffons ailés et élégants. La vasque est ornée d'une petite galerie de croisillons et de douze têtes des lions qui distribuent l’eau dans le bassin. Une colonne cylindrique et évasée en haut s’élève du centre de la vasque. Elle est décorée de quatre visages de femmes.

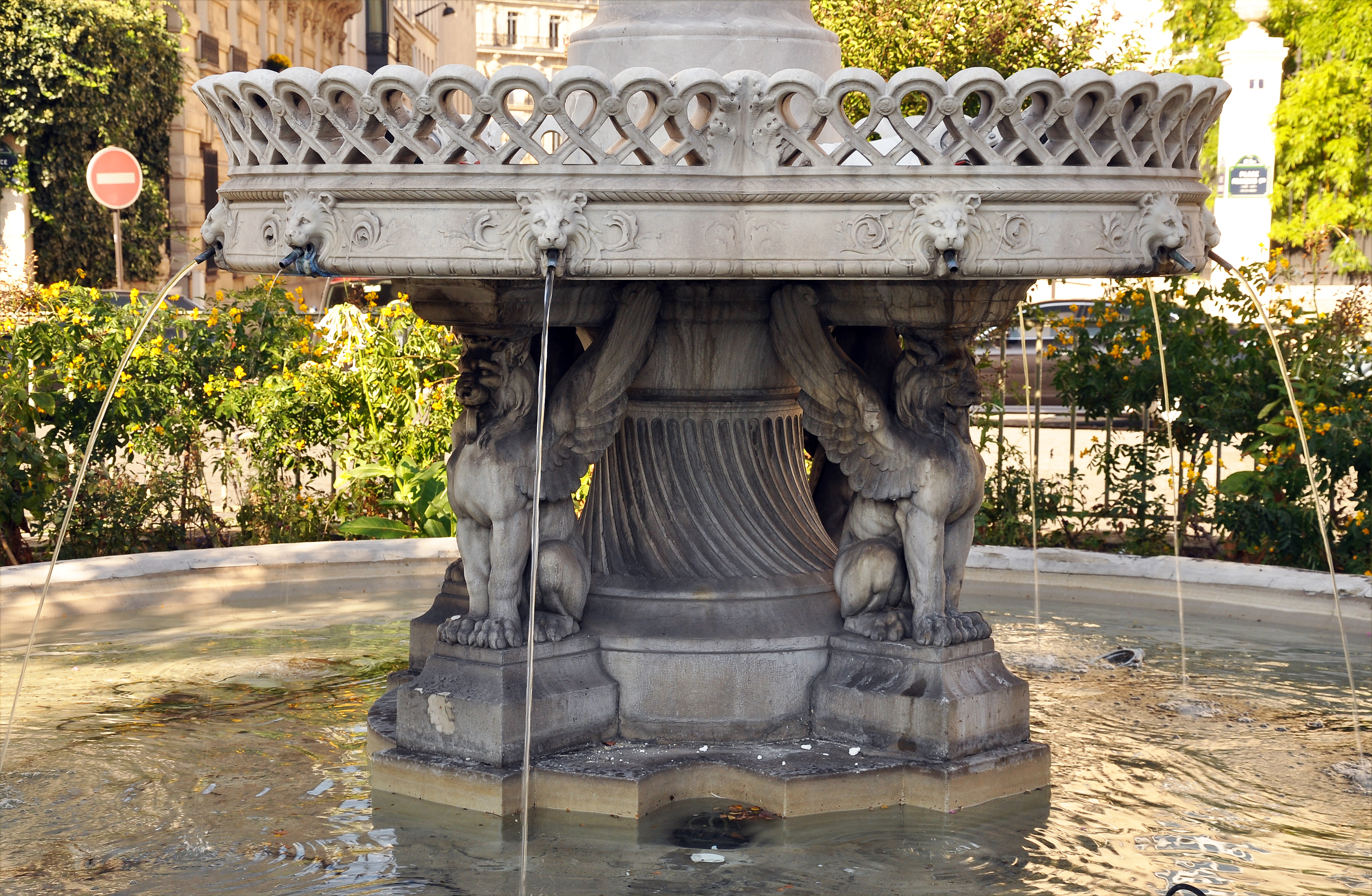
Le piédouche en marbre blanc.
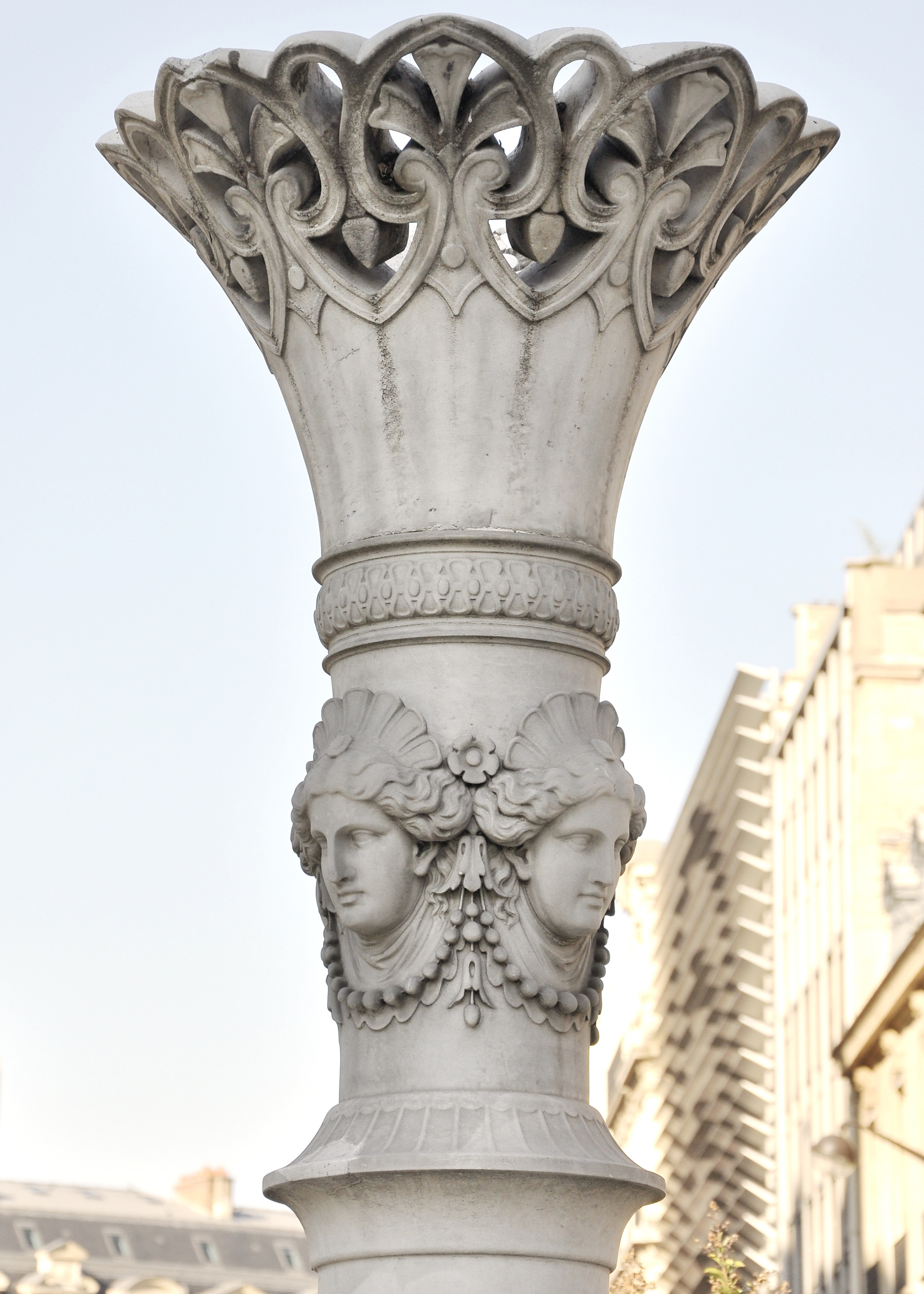
La colonne décorée.
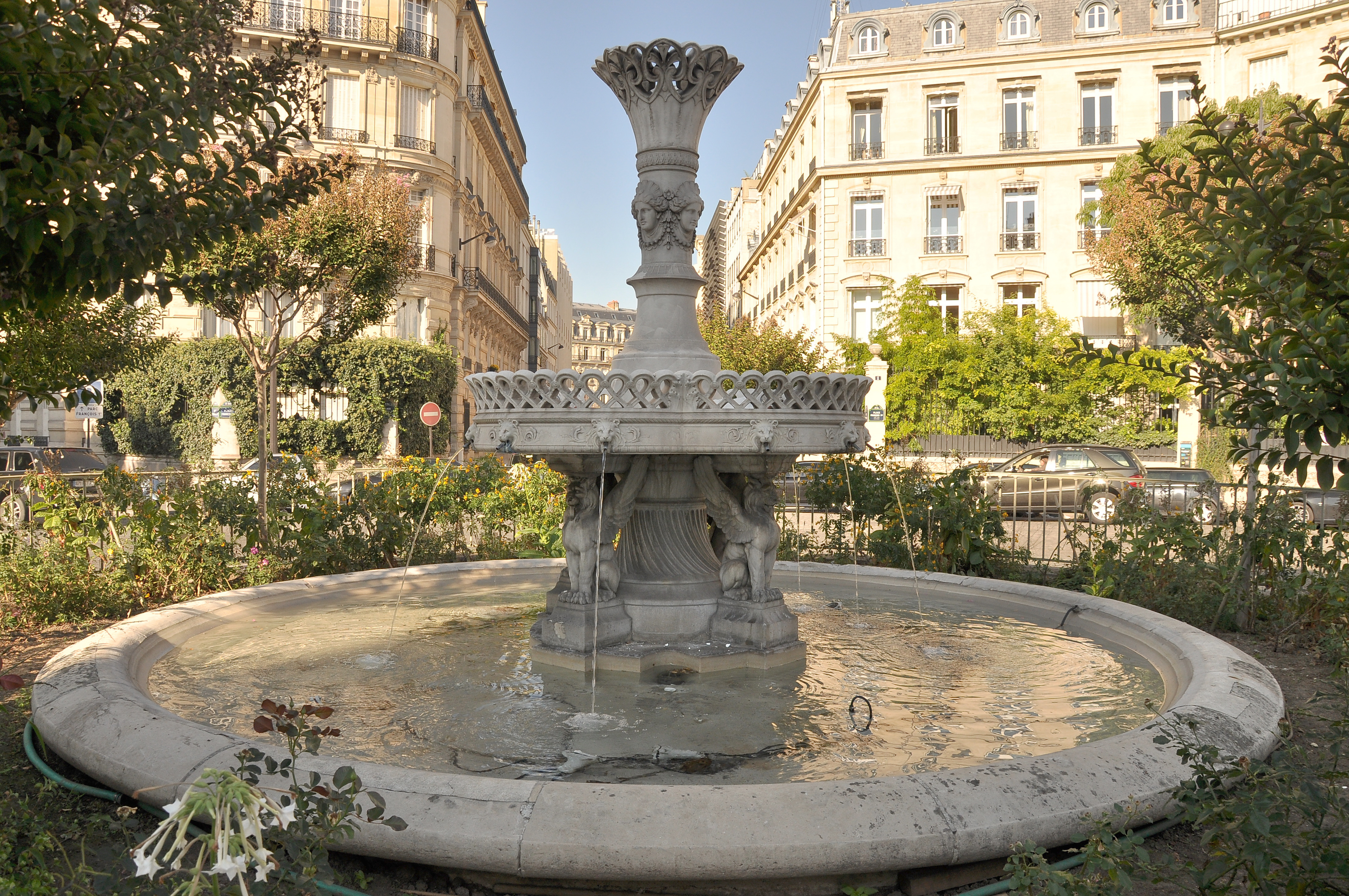
La vue d’ensemble.